# Lorena Ostase
Lorena Ostase (født 25. juli 1997 i Vaslui, Rumænien) er en kvindelig rumænsk håndboldspiller, der spiller i CSM Slatina i Liga Naţională og Rumæniens kvindehåndboldlandshold.
Hun blev udtaget til landstræner Adrian Vasiles trup ved VM i kvindehåndbold 2021 i Spanien, hvor det rumænske hold blev nummer 13.